# Перегноївка
Перегно́ївка — річка в Україні, у межах Золочівського району Львівської області. Права притока Полтви (басейн Західного Бугу). 

## Розташування
Витоки розташовані на південно-східній околиці села Словіта, між залісненими пагорбами північно-західних схилів Гологорів. Тече рівнинною територією Надбужанської котловини спочатку на північ, потім на північний захід. Впадає до Полтви на південь від села Полтви. 
Перегноївка протікає через місто Глиняни.

## Опис
Довжина Перегноївки 22 км, площа басейну 270 км². Річище слабо звивисте (в нижній течії більш звивисте), у верхній течії частково каналізоване. Заплава розлога, місцями невиразна. 
Притоки: Яхторівський потік, Тимковецький (ліві) та меліоративні канали.